# Denis Dizdarević
Denis Dizdarević (* 2. August 2004) ist ein österreichisch-bosnischer Fußballspieler.

## Karriere

### Verein
Dizdarević begann seine Karriere beim ASV Hinterbrühl. Im April 2011 wechselte er in die Jugend des FC Admira Wacker Mödling. Im September 2015 schloss er sich dem FK Austria Wien an. Im Februar 2018 kehrte er zur Admira zurück, wo er ab der Saison 2018/19 auch in der Akademie spielte. Im Februar 2019 kehrte er wiederum in die Akademie der Austria zurück, wo er fortan sämtliche Altersstufen durchlief.
Im Februar 2022 debütierte Dizdarević für die zweite Mannschaft der Wiener in der 2. Liga, als er am 17. Spieltag der Saison 2021/22 gegen den Floridsdorfer AC in der Startelf stand. Nach nur einem Einsatz für die Reserve stand er im März 2022 gegen den Wolfsberger AC erstmals im Kader der ersten Mannschaft der Austria. Insgesamt kam er für die Violets zu 34 Zweitligaeinsätzen, ehe er mit dem Team 2023 aus der 2. Liga abstieg. Daraufhin wurde er zur Saison 2023/24 auf Kooperationsbasis an den Zweitligisten SV Stripfing verliehen. Für Stripfing kam er zu 21 Zweitligaeinsätzen.
Zur Saison 2024/25 wechselte er zum Zweitligisten SV Lafnitz, bei dem er einen bis 2026 laufenden Vertrag erhielt.

### Nationalmannschaft
Dizdarević spielte im Februar 2020 zweimal für die bosnische U-17-Auswahl. Im Juni 2022 spielte er gegen England erstmals im österreichischen U-18-Team. Im September 2022 debütierte er gegen Litauen für die U-19-Auswahl.